# 베수데
베수데(Bessude, 사르데냐어: Bessùde)는 이탈리아 사르데냐 주 사사리도에 있는 코무네이다. 칼리아리 북쪽으로 약 150 킬로미터 (93 mi), 사사리 남동쪽으로 약 25 킬로미터 (16 mi) 떨어져 있다.
베수데는 다음 지자체들과 접해 있다: 바나리, 본나나로, 보루타, 이티리, 실리고, 티에시.